# اودین ریچاردز

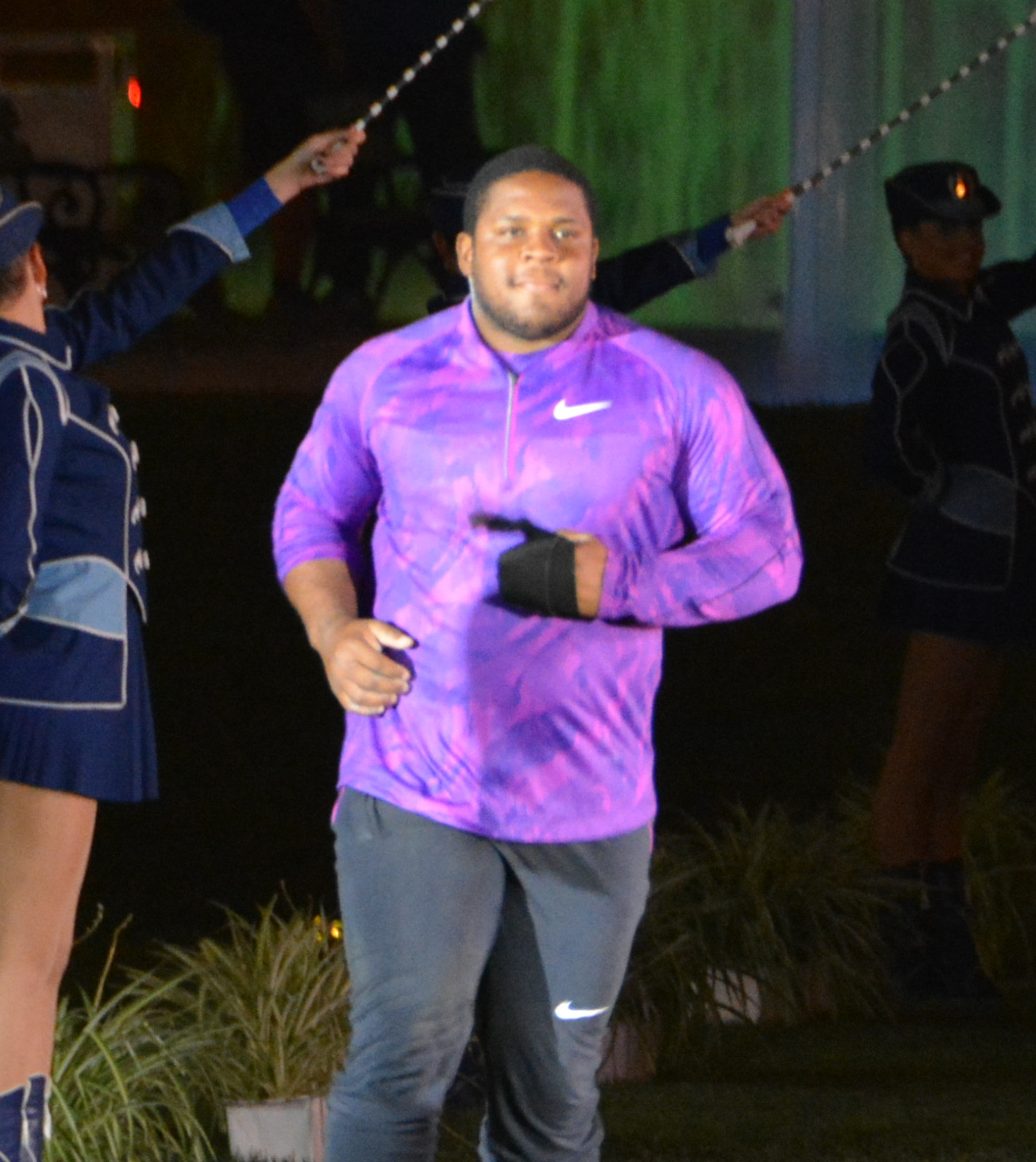
اودین ریچاردز

اودین ریچاردز (انگلیسی: O'Dayne Richards؛ زادهٔ ۱۴ دسامبر ۱۹۸۸) یک پرتاب‌گر وزنه اهل جامائیکا است. از افتخارات وی میتوان وی میتوان به کسب مدال برنز پرتاب وزنه در ۲۰۱۵ پکن اشاره کرد.